# جک پرین
جک پرین (انگلیسی: Jack Perrin؛ ‏ ۲۵ ژوئیهٔ ۱۸۹۶ – ۱۷ دسامبر ۱۹۶۷) بازیگر اهل ایالات متحده آمریکا بود. وی بین سال‌های ۱۹۱۷ تا ۱۹۴۱ میلادی فعالیت می‌کرد.
از فیلم‌ها یا برنامه‌های تلویزیونی که وی در آن نقش داشته‌است، می‌توان به خردسال، زندگی پر جنب‌وجوش لوک تنها، دیوانه سینما و آزادی از دست‌رفته لوک اشاره کرد.